# Paranthropus aethiopicus
Paranthropus aethiopicus eller Australopithecus aethiopicus  är en fossil förmänniska från Afrika.  Den levde i Östafrika för 2,8 till 2,3 miljoner år sedan, och kännetecknas av kraftiga käkar och tänder.  Arten är huvudsakligen känd från en enda välbevarad skalle.  Forskare är ej eniga om ifall arten bör placeras i släktet Australopithecus eller tillsammans med arterna robustus och boisei i släktet Paranthropus.

## Upptäcktshistoria
De flesta fossilen som räknas till Paranthropus aethiopicus hittades i sedimenten av prehistoriska floder eller insjöar i regionen kring dagens flod Omo som ligger i Etiopiens högland. Floden flyter söderut till Kenya och mynnar där i Turkanasjön.
Det första fyndet gjordes i juli 1967 av den franska forskaren Rene Houin vid Omofloden. Det var ett fragment av en underkäke utan tändernas kronor som förtecknades i arkivet med nummer Omo 18-1967-18. Redan en månad senare beskrevs fossilet av Camille Arambourg och Yves Coppens som holotyp för en ny art med det vetenskapliga namnet Paraustralopithecus aethiopicus (avvikande från Australopithecus, hittad i Etiopien).
Som referens för en ny art blev fossilet fram till 1986 omstritt. 1986 beskrevs av Alan Walker och Richard Leakey i Nature ett annat fossil som blev känd som "black skull" (se bild) och som hade hittats ett år tidigare väster om Turkanasjön. Den svarta skallen fick numret KNM-WT 17000 och räknades först till arten Australopithecus boisei. Denna upptäckt orsakade en rad nya hypoteser om släktskapsförhållanden mellan flera kända fossil beroende på deras fyndplatser. Som resultat klassificerades 1987 den etiopiska underkäken Omo 18-1967-18, den 2,5 miljoner år gamla svarta skallen samt flera andra tänder och skallfragment av Francis Clark Howell et. al. som Paranthropus aethiopicus. Sammanställningen vilar inte på liknande anatomiska kännetecken (den svarta skallen från Kenya saknar underkäke och Omo 18-1967-18 har bara tandfragment) utan på den geografiska närheten av fyndplatserna och fossilens liknande ålder. Dessutom antogs att individerna var nästan lika stora. Howell utgick från att det bara fanns en art av hominider under en viss tid i ett någorlunda avgränsade område av samma storlek. Andra forskare tvivlar på klassifikationen och hänvisar till regionen väster om det östafrikanska gravsänkesystemet där idag tre arter av människoapor förekommer: människan, östlig gorilla och schimpansen.
Flera fossil av underkäkar och överkäkar har hittats i  Shunguraformationen, däribland ett från en ung individ, L338y-6.  2002 klassificerades en 2.7 –2.5 Miljoner år gammal överkäke EP 1500, från Laetoli i Tanzania till  P. aethiopicus. Då hittades också en övre del av tibia men den kan inte definitivt associeras med EP 1500 och därmed inte heller till P. aethiopicus.

## Beskrivning
Typiskt för  Paranthropus, KNM WT 17000 är att den är tungt byggd, och gommen och basen av skallen är ungefär lika stora som hos P. boisei holotyp OH 5 (Olduvai Hominid 5 även kallad Nut cracker man). Hjärnvolymen för KNM WT 17000 har uppskattats till 410 kubikcentimeter, vilket är mindre än andra arter av Paranthropus. Kombinationen av ett högt ansikte, tjock gom och liten hjärnvolym orsakade en mycket uttalad sagittal kam mitt på skallen. Den enda kompletta tandkronan på fossilet  är den tredje premolaren, vars dimensioner är större än variationsområdet för P. robustus och i övre delen av  P. boisei variation. Till skillnad från andra Paranthropus hade KNM WT 17000 inte ett platt ansikte, och käken var utstående framåt (prognathism). Tinningbenet skiljer KNM WT 17000 från andra Paranthropus. Delar av tinningbenet har en omfattande ihålighet, och sidodelen av tinningbenet är inte lika vertikalt orienterad, med basen av skallen svagt böjd. Liksom hos P. boisei är foramen magnum där skallen ansluter till ryggraden hjärtformad. Tinningmuskeln riktades antagligen inte så framåt som  var fallet hos  P. boisei, vilket betydde att P. aethiopicuskäken bearbetade antagligen maten med framtänderna, innan den använda kindtänderna. P. boisei framtänder tros inte ha varit involverade i bearbetningen av födan. Det långa avståndet mellan den första molaren och käkleden, tyder på att KNM WT 17000 hade en exceptionellt bred förbindelse mellan underkäken och skallen. Leden var troligen svagare och detta kan ha producerat en mindre effektiv bett jämfört med P. boisei.
Fossilet KNM-WT 16005 är ganska lik Peninj underkäken från Tanzania men klassificeras som P. boisei. Käken uppvisar stora tänder efter hörntänderna med relativt små framtänder och hörntänder, slutsatsen är baserad på tandrötterna och alltså stora kindtänder. Icke desto mindre var framtänderna sannolikt mycket bredare i KNM-WT 16005 än hos KNM WT 17000. KNM-WT 16005 har fyra bevarade kindtänder på vänster sida: den tredje premolaren mäter 10,7 mm × 13,8 mm, den fjärde premolaren mäter 12 mm × 15 mm, den första molaren som mäter 15,7 mm × 14,3 mm,  och den andra molaren som mäter 17 mm × 16,7 mm. Den fjärde premolar och första molar är lite mindre än på  Peninj-underkäken, och den andra molaren är lite större. KNM-WT 16005 käkben är mindre än  KNM WT 17000 skulle ha varit.
Många av dessa funktionella drag delar  P. aethiopicus med  tidiga Australopipithecus afarensis, vilket visar på artens ålderdomliga drag. 

## Palaeoekologi
Allmänt anses Paranthropus för att ha varit allätare och med sina kraftigt byggda skallar och tänder hade arten en fördel då man skulle tugga mindre attraktiv föda av lägre kvalitet i tider då annan föda saknades.  Paranthropus boisei som oftast har hittats i slutna skogiga våta miljöer. P. aethiopicus verkar olikt detta ha bott i öppnare områden med buskar och öppna skogar runt grässlätter.  Omo–Turkana bassängen, för 2.5 miljoner år sedan vid gränsen mellan Pliocene och Pleistocen, hade ett landskap med en blandning av tätare och öppnare skogar, grässlätter, och buskmarker, men grässlätter verkar ha expanderat under tidig Pleistocen. Släktet Homo verkar ha kommit till området för runt 2.5 miljoner år sedan.